# (189) Phthia
(189) Phthia – planetoida z pasa głównego asteroid okrążająca Słońce w ciągu 3 lat i 306 w średniej odległości 2,45 j.a. Została odkryta 9 września 1878 roku w Clinton w stanie Nowy Jork przez Christiana Petersa. Nazwa planetoidy pochodzi od Ftiotydy, regionu w starożytnej Grecji.